# Toxophthorus africanus
Toxophthorus africanus is een keversoort uit de familie snuitkevers (Curculionidae). De wetenschappelijke naam van de soort werd in 1920 gepubliceerd door Hans Eggers.